# Małgorzata Szelewicka
Małgorzata Szelewicka (ur. 1957) – prezenterka Wiadomości w TVP1 w latach 1990–1995. Do telewizji publicznej trafiła z konkursu – razem z Tomaszem Lisem, Tomaszem Białoszewskim, Jarosławem Gugałą i Jolantą Pieńkowską. Po zwolnieniu wyjechała z rodziną do Szwecji, kiedy jej mąż Marek Szelewicki, również dziennikarz Telewizji Polskiej, został mianowany radcą ambasady RP i dyrektorem Instytutu Polskiego w Sztokholmie. Była rzeczniczką Ministra Edukacji Narodowej w rządzie Leszka Millera. Przez trzy lata pracowała w Spółce BOT. Od 2005 prowadzi własną firmę. Matka dwóch synów.

## Filmografia
- 1994 – Szczur – jako juror konkursu "Najpiękniejsza"
- 1994 – Miasto prywatne – jako dziennikarka telewizyjna